# Baeoura setosipes
Baeoura setosipes är en tvåvingeart som först beskrevs av Alexander 1936.  Baeoura setosipes ingår i släktet Baeoura och familjen småharkrankar. Inga underarter finns listade i Catalogue of Life.